# Сонсечно (Куявсько-Поморське воєводство)
Сонсечно (пол. Sąsieczno, нім. Düsterhau) — село в Польщі, у гміні Оброво Торунського повіту Куявсько-Поморського воєводства.
Населення — 203 особи (2011).
У 1975-1998 роках село належало до Торунського воєводства.

## Демографія
Демографічна структура станом на 31 березня 2011 року:
|          | Загалом | Допрацездатний вік | Працездатний вік | Постпрацездатний вік |
| -------- | ------- | ------------------ | ---------------- | -------------------- |
| Чоловіки | 109     | 34                 | 67               | 8                    |
| Жінки    | 94      | 24                 | 53               | 17                   |
| Разом    | 203     | 58                 | 120              | 25                   |